# 亞瓦 (亞利桑那州)
亞瓦（英語：Yava）是位於美國亞利桑那州亞瓦派縣的一個非建制地區。該地的面積和人口皆未知。

## 地理
亞瓦的座標為34°28′19″N 112°53′26″W / 34.47194°N 112.89056°W，而該地的平均海拔高度為1071米（即3514英尺）。